# チャールズ・マギル・コンラッド
チャールズ・マギル・コンラッド（Charles Magill Conrad, 1804年12月24日 - 1878年2月11日）は、アメリカ合衆国の政治家。1850年から1853年までアメリカ合衆国陸軍長官を務めた。

## 生涯
1804年12月24日、コンラッドはバージニア州ウィンチェスターにおいて誕生した。コンラッドは幼少期に家族とともにミシシッピ準州へ移り、その後ルイジアナ準州へ移住した。コンラッドはニューオーリンズの私立学校で教育を受けた。コンラッドは法律を学び、1828年にニューオーリンズで弁護士として認可を受けた。コンラッドはニューオーリンズで弁護士業を開業した。
コンラッドは1839年から1840年までルイジアナ州下院議員を務めた。
1842年4月、コンラッドは欠員充当のため、ホイッグ党から連邦上院議員に選任された。コンラッドは1843年3月の任期満了まで連邦上院議員を務めた。コンラッドは上院独占法案委員会で委員長を務めた。コンラッドは再選を目指したが、敗北した。1844年、コンラッドはルイジアナ州憲法制定委員会の代表を務めた。
コンラッドは1849年に連邦下院議員に選出された。コンラッドは1850年にミラード・フィルモア大統領からアメリカ合衆国陸軍長官に指名された。コンラッドはそれを受諾し、連邦下院議員を辞職した。コンラッドは1850年8月15日から1853年3月7日まで陸軍長官を務めた。コンラッドはインディアン政策の一環として、騎馬連隊の配備を進めた。コンラッドはインディアンからの脅威に対抗するため、政府が提供する軍備とは別に、各地で独自の民兵団が組織されることが望ましいとした。コンラッドはインディアンから狩猟や農耕の慣習を取り上げ、代わりに政府がインディアンを扶養すべきと主張した。コンラッドは1852年10月から11月にかけて、国務長官代行を兼任した。
陸軍長官退任後、コンラッドはニューオーリンズで弁護士業を再開した。1861年、コンラッドはアメリカ連合国臨時議会に参加し、連合国憲法の一部起草を支援した。コンラッドは1862年から1864年までルイジアナ州代表として連合国下院議員を務めた。南北戦争後、コンラッドは弁護士業を再開した。
1878年、コンラッドはニューオーリンズの連邦巡回裁判所で証言中に、脳梗塞で倒れた。そして数日後の1878年2月11日にニューオーリンズ市内で死去した。コンラッドの遺体はニューオーリンズのジローストリート墓地に埋葬され、その後1957年にニューオーリンズのホープ霊廟に移葬された。

## 家族
チャールズ・マギル・コンラッドは、フレデリック・コンラッド (Frederick Conrad, 1769-????) とフランシス・スラストン (Frances Thruston, 1774-1813) の息子として生まれた。父親のフレデリックは18世紀中頃にバイエルン選帝侯国からバージニア植民地へ入植した移民の末裔であった。母親のフランシスは17世紀中頃にイングランドからバージニア植民地へ入植した移民の末裔であった。
コンラッドは1835年7月30日にバージニア州ウッドローンにおいて、メアリー・エリザ・アンジェラ・ルイス (Mary Eliza Angela Lewis, 1813-1839) と結婚した。妻のメアリーは17世紀中頃にイングランドからバージニア植民地へ入植した移民の末裔であった。2人の間には以下の子供が生まれた。
1. アンジェラ・ルイス・コンラッド (Angela Lewis Conrad, 1836-1837)
2. チャールズ・アンジェロ・コンラッド (charles Angelo Conrad, 1837-1892)
3. ローレンス・ルイス・コンラッド (Lawrence Lewis Conrad, 1839-1883)